# سولنوید استارت

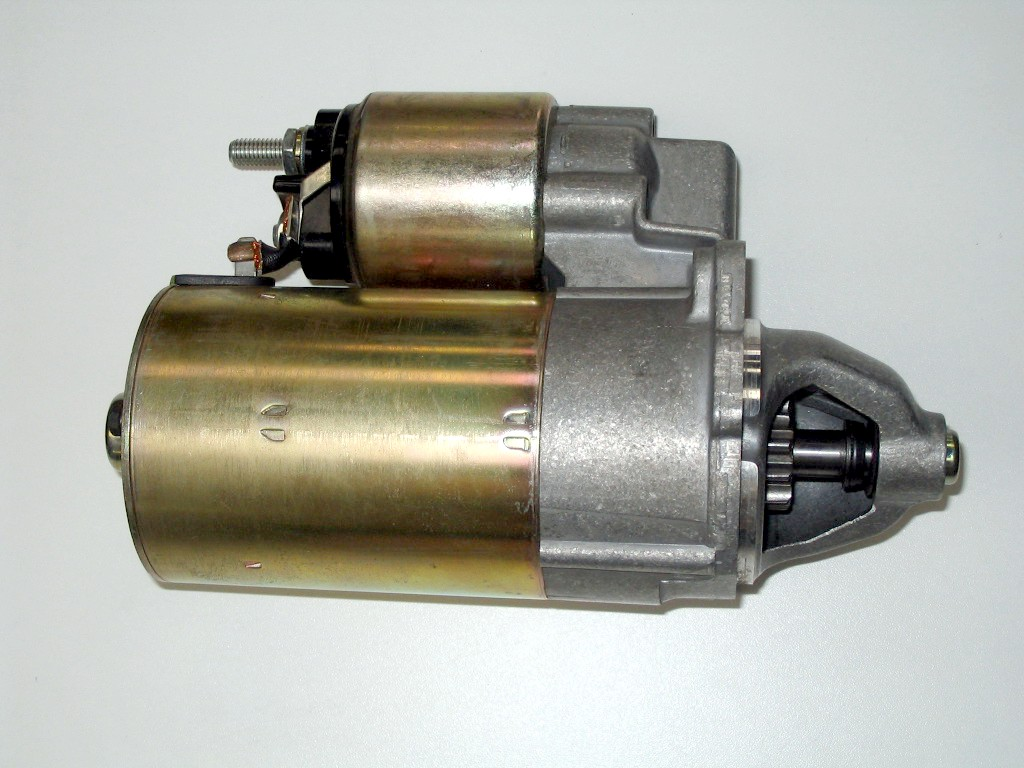
نمای ساختار و طرح یک‌نوع سولنوید استاردت

سولنوید استارت (انگلیسی: Starter solenoid) بخشی از یک خودرو است که در پاسخ به یک جریان کنترلی کوچک، یک جریان الکتریکی بزرگ را به موتور استارتر سویچ می‌کند و در نتیجه باعث حرکت موتور خودرو می‌شود. بنابراین عملکرد آن شبیه یک ترانزیستور است، اما به جای نیمه هادی برای سویچ کردن از یک سولنوید الکترومغناطیسی استفاده می‌کند. در بسیاری از خودروها نیز به وسیله دنده رینگی موتور، سولنوید درگیر دنده استارت می‌شود.